# Mutterschutzverordnung für Soldatinnen
Die deutsche Verordnung über den Mutterschutz für Soldatinnen (Mutterschutzverordnung für Soldatinnen – MuSchSoldV)  ist eine von der Bundesregierung erlassene Rechtsverordnung. Sie regelt den Mutterschutz für Soldatinnen in Deutschland.
Die Regelungen der Mutterschutzverordnung für Soldatinnen ähneln denen des Mutterschutzgesetzes, sind jedoch den besonderen Dienstverhältnissen bei der Bundeswehr angepasst.
§ 1 verpflichtet Soldatinnen, eine Schwangerschaft und den mutmaßlichen Tag der Entbindung ihrem Vorgesetzten oder dem Truppenarzt zu melden.
§ 2, § 3 und § 4 enthalten Dienstleistungsverbote (beispielsweise kein Nachtdienst, kein zusätzlicher Dienst, keine schweren körperlichen Belastungen). Gemäß § 3a gelten zudem die Regelungen der Verordnung zum Schutze der Mütter am Arbeitsplatz (MuSchArbV) entsprechend.
Die Mutterschutzfrist ist § 5 geregelt. § 6 und § 6a enthalten Regelungen zu Dienstbezügen, Ausbildungsgeld, Zulagen und Zuschüssen. Ab Beginn der Schwangerschaft bis zu vier Monaten nach der Entbindung sind Soldatinnen vor Entlassungen besonders geschützt (§ 6b). Diese Regelung entspricht dem besonderen Kündigungsschutz für schwangere Arbeitnehmerinnen.